# Список станцій Паризького метрополітену

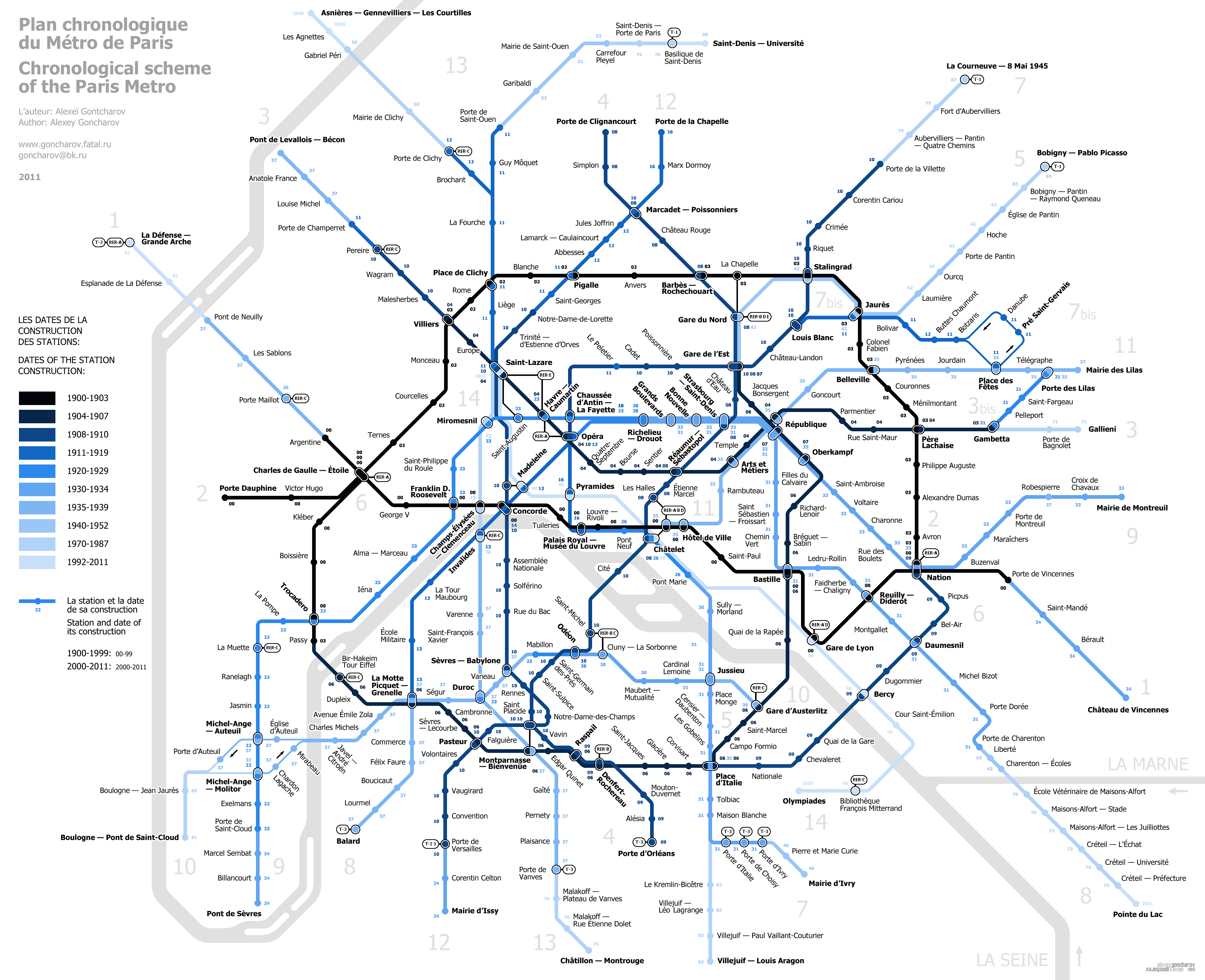
Хронологія Паризького метрополітену

Паризький метрополітен є одним з видів громадського транспорту у Парижі. Відкрите до Всесвітньої виставки 1900 року, паризьке метро є третім (після лондонського і будапештського) метрополітеном Європи.
Станом на 2012 рік метрополітен французької столиці складається з 16 ліній загальною довжиною 215 км, дві з яких (3bis і 7bis) не з'єднані з основною мережею, оскільки вони є колишніми відтинками ліній 3 та 7 відповідно. 10 ліній виходять за адміністративні межі Парижа, поєднуючи міста-сателіти зі столицею.
Паризький метрополітен має у своєму складі 301 станцію. Деякі станції поєднані зі станціями інших видів громадського транспорту міста (трамваєм, приміськими електричками RER та Transilien), що полегшує пасажирам пересування містом.
Щоденно послугами підземки користуються близько 4,5 млн осіб, річний пасажиропотік становить близько 1,5 млрд чоловік на рік.
Список нижче містить перелік станцій метрополітену за лініями. Список містить інформацію про розташування станції, дату її відкриття, сполучення з іншими станціями громадського транспорту Парижа.

## Лінія 1

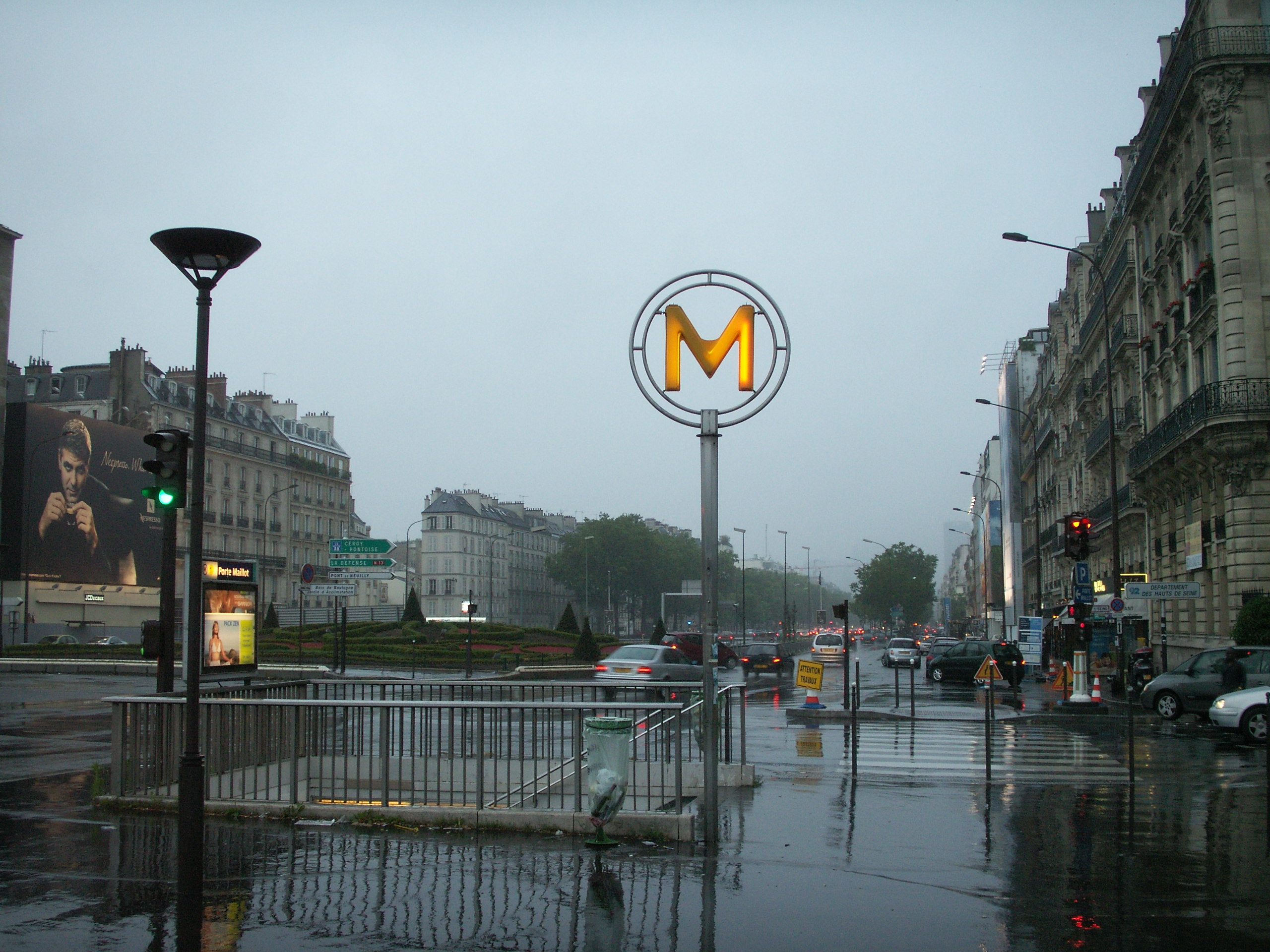
Вхід на станцію Порт Майо

Лінія 1 Паризького метро складається з 25 станцій, у тому числі з 13 пересадочних.
| Назва Мовою оригіналу                                       | Комуна / Округ Парижа | Дата відкриття    | Пересадки                                               | Примітки                                                                                         |
| ----------------------------------------------------------- | --------------------- | ----------------- | ------------------------------------------------------- | ------------------------------------------------------------------------------------------------ |
| Ла-Дефанс Гранд-Арш La Défense                              | Пюто                  | 1 квітня 1992     | (RER) · (A) · [T] · [L] · [U] · (T) · [2]               | Під Великою аркою Дефанс                                                                         |
| Еспланад-де-Ла-Дефанс Esplanade de La Défense               | Курбевуа, Пюто        | 1 квітня 1992     |                                                         | В Дефансі                                                                                        |
| Пон-де-Неї Pont de Neuilly                                  | Неї-сюр-Сен           | 29 квітня 1937    |                                                         | Походить від назви мосту                                                                         |
| Ле-Саблон Жарден-д'Аккліматасьйон Les Sablons               | Неї-сюр-Сен           | 29 квітня 1937    |                                                         |                                                                                                  |
| Порт-Майо Пале-де-Конгре Porte Maillot                      | XVI, XVII             | 15 листопада 1936 | (RER) · (C)                                             |                                                                                                  |
| Аржантін Argentine                                          | XVI, XVII             | 1 вересня 1900    |                                                         | Походить від Аргентини; також називалася «Обліґадо» на честь битви при Вуельта-де-Обліґадо       |
| Шарль де Голль — Етуаль Charles de Gaulle — Étoile          | VIII, XVI, XVII       | 1 вересня 1900    | (М) · (2) · (6)                                         | Поєднує дві назви площі: давню — Площа Зірки й теперішню — імені Шарля де Голля                  |
| Жорж V George V                                             | VIII                  | 13 серпня 1900    |                                                         | На честь Георга V. Раніше називалася «Альма»                                                     |
| Франклен Д. Рузвельт Franklin D. Roosevelt                  | VIII                  | 19 липня 1900     | (М) · (9)                                               | На перетині Єлисейських Полів та авеню Франкліна Д. Рузвельта                                    |
| Шамз-Елізе — Клемансо Гран-Пале Champs-Élysées — Clemenceau | VIII                  | 19 липня 1900     | (М) · (13)                                              | На площі Жоржа Клемансо                                                                          |
| Конкорд Concorde                                            | I, VIII               | 13 серпня 1900    | (М) · (2) · (12)                                        | Біля Площі Згоди                                                                                 |
| Тюїльрі Tuileries                                           | I                     | 27 серпня 1900    |                                                         | Біля саду Тюїльрі                                                                                |
| Пале-Руаяль — Мюзе дю Лувр Palais-Royal — Musée du Louvre   | I                     | 19 липня 1900     | (М) · (7)                                               | Біля Пале-Рояль та Лувра; після побудови підземного входу зі станції до Лувру була перейменована |
| Лувр — Ріволі Louvre — Rivoli                               | I                     | 20 серпня 1900    |                                                         | Раніше мала назву «Лувр»                                                                         |
| Шатле Châtelet                                              | I, IV                 | 6 серпня 1900     | (М) · (4) · (7) · (11) · (14) · (RER) · (A) · (B) · (D) | Біля площі Шатле                                                                                 |
| Отель-де-Віль Hôtel de Ville                                | IV                    | 19 липня 1900     | (М) · (11)                                              | Біля Отель-де-Віль                                                                               |
| Сен-Поль Ле-Маре Saint-Paul                                 | IV                    | 6 серпня 1900     |                                                         | В кварталі Маре                                                                                  |
| Бастій Bastille                                             | IV, XI, XII           | 19 липня 1900     | (М) · (5) · (8)                                         | На площі Бастилії                                                                                |
| Гар-де-Льйон Gare de Lyon                                   | XII                   | 6 серпня 1900     | TER Bourgogne                                           | Вихід до Ліонського вокзалу (потяги на південь та південно-схід)                                 |
| Рейї — Дідро Reuilly — Diderot                              | XII                   | 20 серпня 1900    | (М) · (8)                                               | названа на честь Дені Дідро                                                                      |
| Насьйон Nation                                              | ХІ, XII               | 20 серпня 1900    | (М) · (2) · (6) · (9) · (RER) · (A)                     |                                                                                                  |
| Порт-де-Венсен Porte de Vincennes                           | ХІІ, ХХ               | 19 липня 1900     | (T) · [3а] · [3b]                                       | На межі Парижа та Венсенна                                                                       |
| Сен-Манде Saint-Mandé                                       | Сен-Манде             | 24 березня 1934   |                                                         | Раніше називалась «Сен-Манде — Турель»                                                           |
| Беро Bérault                                                | Сен-Манде, Венсенн    | 24 березня 1934   |                                                         | На площі, що названа на честь віце-мера Венсенна                                                 |
| Шато-де-Венсен Château de Vincennes                         | ХІІ, Венсенн          | 24 березня 1934   |                                                         | Біля Венсенського замку                                                                          |

## Лінія 2

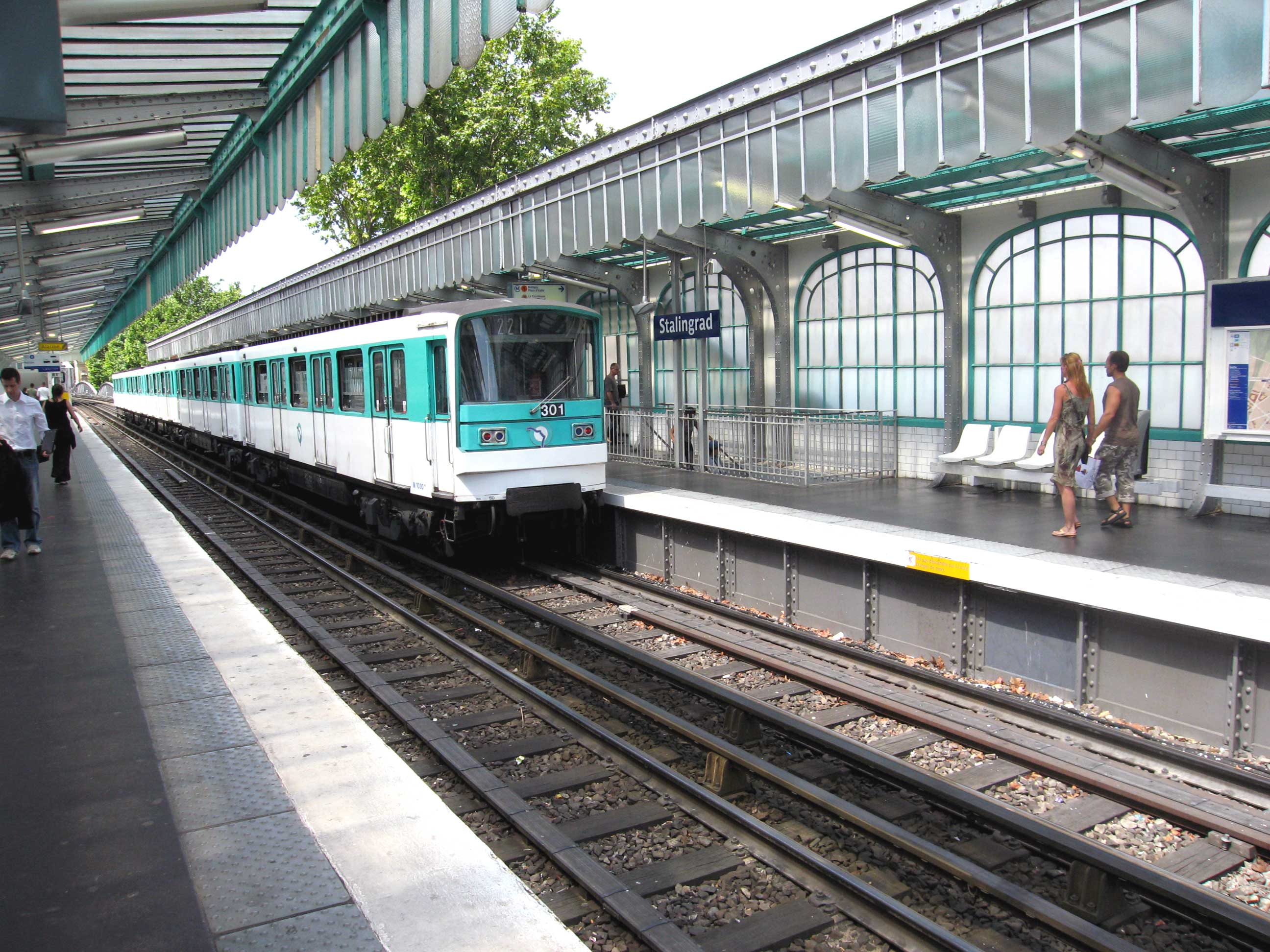
Станція Сталінград

Лінія 2 складається з 25 станцій, у тому числі з 11 прересадочних.
| Назва Мовою оригіналу                                  | Комуна               | Дата відкриття   | Пересадки                           | Примітки                                                                                               |
| ------------------------------------------------------ | -------------------- | ---------------- | ----------------------------------- | --- |
| Порт-Дофін Марешаль де Латр де Тассіньї Porte Dauphine | XVI                  | 13 грудня 1900   | (RER) · (C)                         | |
| Віктор Гюго Victor Hugo                                | XVI                  | 13 грудня 1900   |                                     | На честь Віктора Гюго                                                                                  |
| Шарль де Голль — Етуаль Charles de Gaulle — Etoile     | VIII, XVI, XVII      | 13 грудня 1900   | (М) · (1) · (6)                     | Поєднує дві назви площі: давню — Площа Зірки й теперішню — імені генерала де Голля                     |
| Терн Ternes                                            | VIII, XVII           | 7 жовтня 1902    |                                     | В епоху Середньовіччя тут знаходилась ферма Villa Externe звідки і пішла Назва Мовою оригіналу станції |
| Курсель Courcelles                                     | VIII, XVII           | 7 жовтня 1902    |                                     | Через браму Barrière de Courselles, що була побудована в 1784 році для збору податків                  |
| Монсо Monceau                                          | VIII, XVII           | 7 жовтня 1902    |                                     | Біля парку Монсо                                                                                       |
| Вілльє Villiers                                        | VIII, XVII           | 21 січня 1903    | (М) · (3)                           | |
| Ром Rome                                               | VIII, XVII           | 6 листопада 1902 |                                     | На честь Рима                                                                                          |
| Плас де Кліші Place de Clichy                          | VIII,ІХ, XVII, XVIII | 26 жовтня 1902   | (М) · (13)                          | На площі Кліші                                                                                         |
| Бланш Blanche                                          | ІХ, XVIII            | 21 жовтня 1902   |                                     | Через браму Place Blanche, що була побудована в 1784 році для збору податків                           |
| Пігаль Pigalle                                         | ІХ, XVIII            | 7 жовтня 1902    | (М) · (12)                          | На честь Жана-Батиста Пігаля                                                                           |
| Анвер Сакре-Кер Anvers                                 | ІХ, XVIII            | 7 жовтня 1902    |                                     | На честь Антверпена, поблизу базиліки Сакре-Кер                                                        |
| Барбес — Рошешуар Barbès — Rochechouart                | ІХ, Х, XVIII         | 26 березня 1903  | (М) · (4)                           | На честь Армана Барбеса і Маргарити де Рошешуар                                                        |
| Ла-Шапель La Chapelle                                  | Х, XVIII             | 31 січня 1903    | TER Picardie                        | Вихід до Північного вокзалу                                                                            |
| Сталінград Stalingrad                                  | Х, XIX               | 31 січня 1903    | (М) · (5) · (7)                     | На честь битви під Сталінградом                                                                        |
| Жорес Jaurès                                           | Х, XIX               | 23 лютого 1903   | (М) · (5) · (7bis)                  | Перейменована в 1914 році на честь Жана Жореса; до цього називалася «Алемань», тобто Німеччина         |
| Колонель-Фаб'ян Colonel Fabien                         | Х, XIX               | 31 січня 1903    |                                     | На честь полковника Фаб'яна                                                                            |
| Бельвіль Belleville                                    | Х,ХІ, XIX, XX        | 31 січня 1903    | (М) · (11)                          | |
| Куронн Couronnes                                       | ХІ, XX               | 31 січня 1903    |                                     | |
| Менільмонтан Ménilmontant                              | ХІ, XX               | 31 січня 1903    |                                     | |
| Пер-Лашез Père Lachaise                                | ХІ, XX               | 25 лютого 1903   | (М) · (3)                           | Поблизу цвинтаря Пер-Лашез                                                                             |
| Філіпп-Огюст Philippe Auguste                          | ХІ, XX               | 31 січня 1903    |                                     | На честь короля Філіппа Августа                                                                        |
| Александр Дюма Alexandre Dumas                         | ХІ, XX               | 31 січня 1903    |                                     | На честь Александра Дюма-батька                                                                        |
| Аврон Avron                                            | ХІ, XX               | 2 квітня 1903    |                                     | |
| Насьйон Nation                                         | ХІ, XII              | 2 квітня 1903    | (М) · (1) · (6) · (9) · (RER) · (A) | |

## Лінія 3

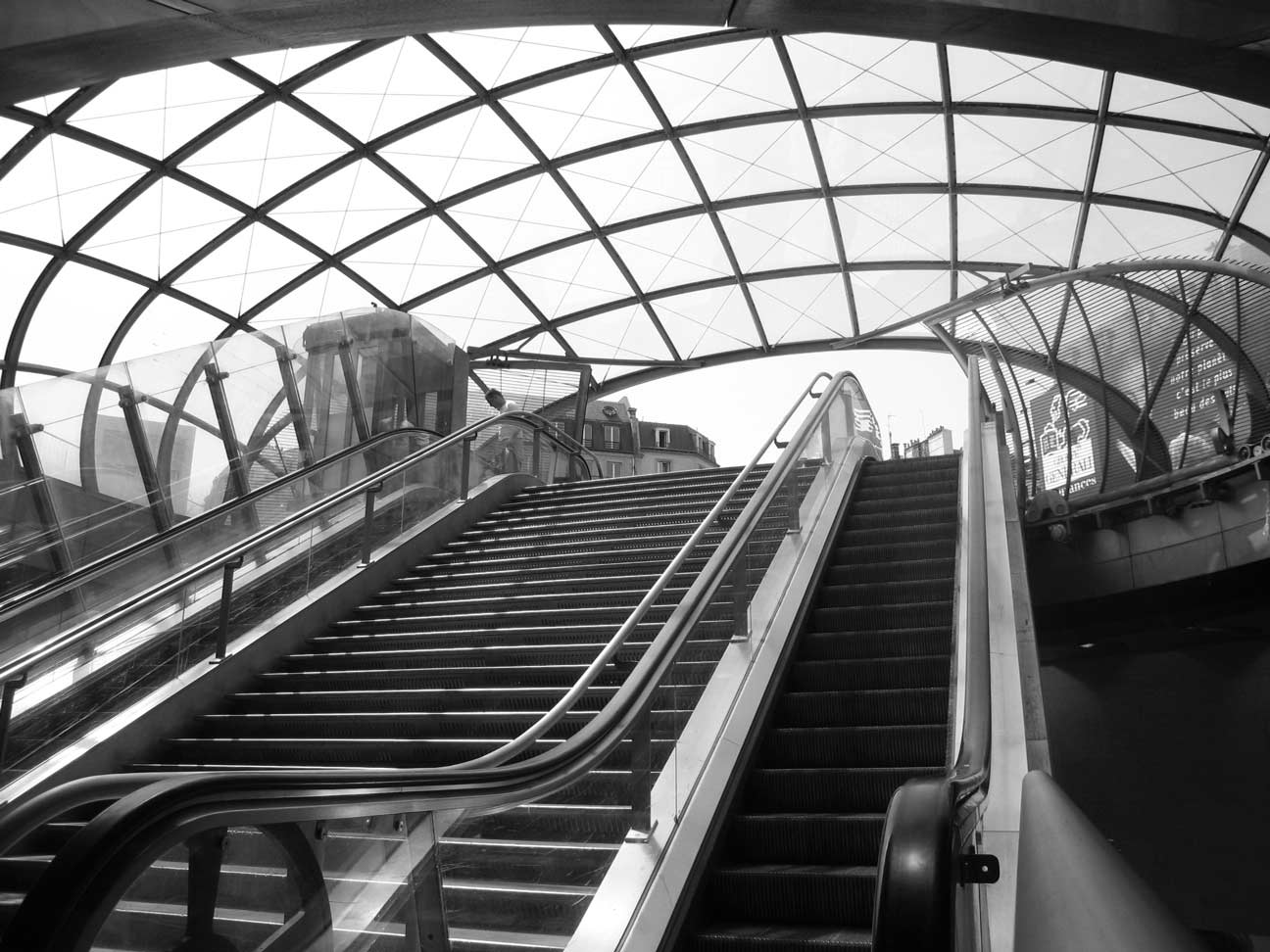
Вихід зі станції Сен-Лазар

Лінія 3 Паризького метрополітену складається з 25 станцій, у тому числі з 10 пересадочних.
| Назва Мовою оригіналу                             | Комуна         | Дата відкриття    | Пересадки                     | Примітки                                                                          |
| ------------------------------------------------- | -------------- | ----------------- | ----------------------------- | --------------------------------------------------------------------------------- |
| Пон-де-Леваллуа — Бекон Pont de Levallois — Bécon | Леваллуа-Перре | 24 вересня 1937   |                               |                                                                                   |
| Анатоль Франс Anatole France                      | Леваллуа-Перре | 24 вересня 1937   |                               | На честь Анатоля Франса                                                           |
| Луїз Мішель Louise Michel                         | Леваллуа-Перре | 24 вересня 1937   |                               | На честь Луїзи Мішель; до 1946 року мала назву «Вальє»                            |
| Порт-де-Шамперре Porte de Champerret              | XVII           | 15 лютого 1911    |                               |                                                                                   |
| Перер Марешаль Жуен Pereire                       | XVII           | 23 травня 1910    | (RER) · (C) · [T] · [L]       |                                                                                   |
| Ваграм Wagram                                     | XVII           | 23 травня 1910    |                               | На честь Ваграмської битви                                                        |
| Мальзерб Malesherbes                              | XVII           | 23 травня 1910    |                               | На честь Гійома де Мальзерба                                                      |
| Вілльє Villiers                                   | VIII, XVII     | 19 жовтня 1904    | (М) · (2)                     |                                                                                   |
| Ероп Сімон Вейль Europe                           | VIII           | 19 жовтня 1904    |                               | На честь Європи та Сімони Вейль                                                   |
| Сен-Лазар Saint-Lazare                            | VIII           | 19 жовтня 1904    | TER Haute-Normandie           | Вихід до вокзалу Сен-Лазар                                                        |
| Авр — Комартен Havre — Caumartin                  | ІХ             | 19 жовтня 1904    | (М) · (9) · (RER) · (A)       | На честь міста Гавр та президента гільдії купців Антуана-Луї Лефевра де Комартена |
| Опера Opéra                                       | ІІ, ІХ         | 19 жовтня 1904    | (М) · (7) · (8) · (RER) · (A) | Поблизу Опери Гарньє                                                              |
| Катр-Септамбр Quatre-Septembre                    | ІІ             | 3 листопада 1904  |                               | На честь проголошення Третьої Республіки 4 вересня 1870 року                      |
| Бурс Bourse                                       | ІІ             | 19 жовтня 1904    |                               | Біля Паризької біржі                                                              |
| Сантьє Sentier                                    | ІІ             | 20 листопада 1904 |                               |                                                                                   |
| Реомюр — Себастополь Réaumur — Sébastopol         | ІІ, ІІІ        | 19 жовтня 1904    | (М) · (4)                     | На честь Рене Антуана Реомюра та оборони Севастополя                              |
| Арз-е-Метьє Arts et Métiers                       | ІІІ            | 19 жовтня 1904    | (М) · (11)                    | На честь Музею мистецтв та ремесел                                                |
| Тампль Temple                                     | ІІІ            | 19 жовтня 1904    |                               | На місці замку Тампль                                                             |
| Репюблік République                               | ІІІ, Х, ХІ     | 19 жовтня 1904    | (М) · (5) · (8) · (9) · (11)  | На площі Республіки                                                               |
| Пармантьє Parmentier                              | ХІ             | 19 жовтня 1904    |                               | На честь Антуана-Огюста Пармантьє                                                 |
| Рю Сен-Мор Rue Saint-Maur                         | ХІ             | 19 жовтня 1904    |                               |                                                                                   |
| Пер-Лашез Père Lachaise                           | ХІ, ХХ         | 19 жовтня 1904    | (М) · (2)                     | Поблизу цвинтаря Пер-Лашез                                                        |
| Гамбетта Gambetta                                 | ХХ             | 25 січня 1905     | (М) · (3bis)                  | На честь Леона Гамбетта                                                           |
| Порт-де-Баньоле Porte de Bagnolet                 | ХХ             | 2 квітня 1971     | (T) · [3b]                    |                                                                                   |
| Гальєні Парк де Баньоле Gallieni                  | Баньоле        | 2 квітня 1971     |                               | На честь Жозефа Сімона Гальєні                                                    |

## Лінія 3bis

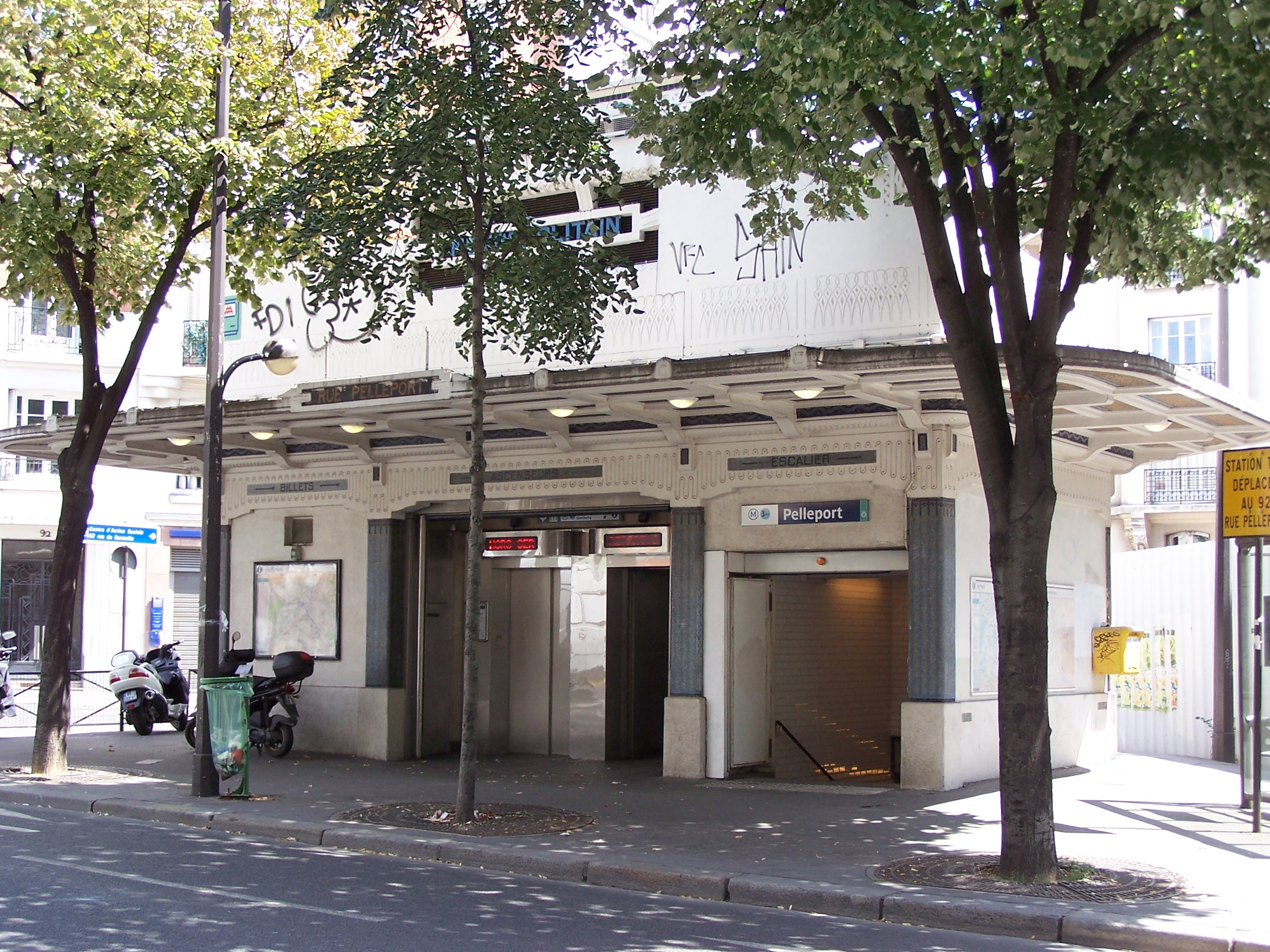
Вхід на станцію Сен-Фаржо

Лінія 3bis Паризького метрополітену складається з 4 станцій, у тому числі 2 пересадочних.
| Назва Мовою оригіналу        | Комуна  | Дата відкриття  | Пересадки               | Примітки                                              |
| ---------------------------- | ------- | --------------- | ----------------------- | ----------------------------------------------------- |
| Порт-де-Ліла Porte des Lilas | ХХ      | 27 березня 1971 | (М) · (11) · (T) · [3b] |                                                       |
| Сен-Фаржо Saint-Fargeau      | ХХ      | 27 березня 1971 |                         | На честь Луї-Мішеля де Пеллетьє, маркіза де Сен-Фаржо |
| Пелльпор Pelleport           | ХХ      | 27 березня 1971 |                         | На честь генерала П'єра де Пелльпора                  |
| Гамбетта Gambetta            | XIX, ХХ | 27 березня 1971 | (М) · (3)               | На честь Леона Гамбетта                               |

## Лінія 4

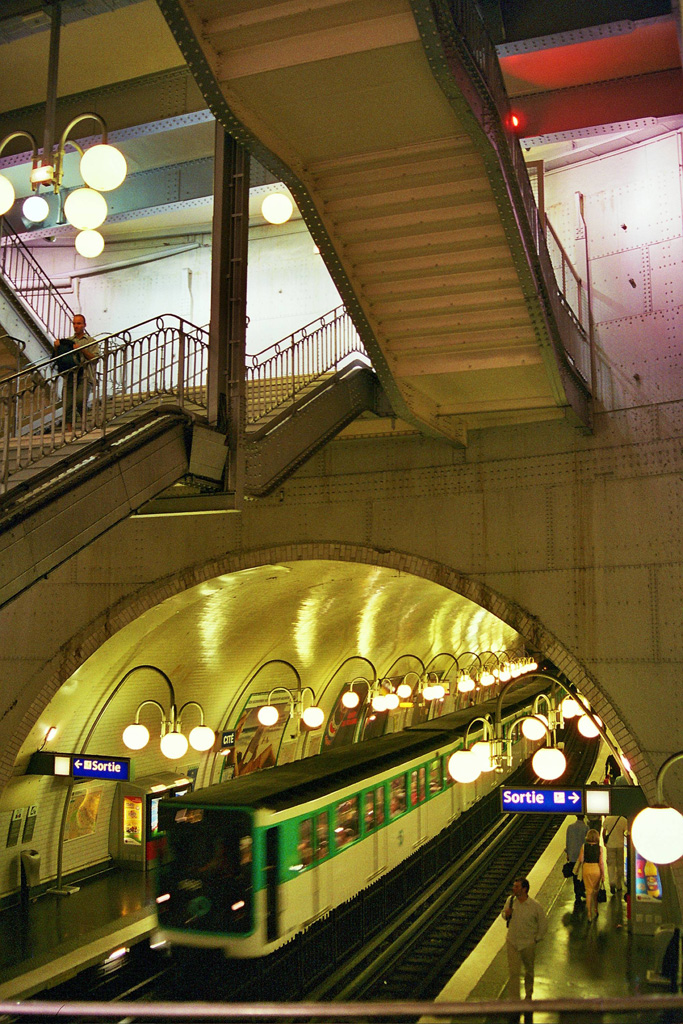
Станція Сіте

Лінія 4 Паризького метро складається з 26 станцій, у тому числі з 13 пересадочних.
| Назва Мовою оригіналу                                    | Комуна      | Дата відкриття  | Пересадки                                               | Примітки                                                                 |
| -------------------------------------------------------- | ----------- | --------------- | ------------------------------------------------------- | ------------------------------------------------------------------------ |
| Порт-де-Кліньянкур Пюс-де-Сент-Уан Porte de Clignancourt | XVIII       | 21 квітня 1908  | (T) · [3b]                                              |                                                                          |
| Семплон Simplon                                          | XVIII       | 21 квітня 1908  |                                                         | На честь превалу Семпіоне                                                |
| Маркаде — Пуасоньє Marcadet — Poissonniers               | XVIII       | 21 квітня 1908  | (М) · (12)                                              |                                                                          |
| Шато-Руж Château Rouge                                   | XVIII       | 21 квітня 1908  |                                                         |                                                                          |
| Барбес — Рошешуар Barbès — Rochechouart                  | Х, XVIII    | 21 квітня 1908  | (М) · (2)                                               | На честь Армана Барбеса і Маргарити де Рошешуар                          |
| Гар-дю-Нор Gare du Nord                                  | Х           | 21 квітня 1908  | TER Picardie                                            | Вихід до Північного вокзалу                                              |
| Гар-де-л'Ест Верден Gare de l'Est                        | Х           | 21 квітня 1908  | TER Picardie TER Champagne-Ardenne                      | Вихід до Східного вокзалу                                                |
| Шато-д'О Château d'Eau                                   | Х           | 21 квітня 1908  |                                                         |                                                                          |
| Страсбур — Сен-Дені Strasbourg — Saint-Denis             | ІІ, ІІІ, Х  | 21 квітня 1908  | (М) · (8) · (9)                                         | На честь Страсбурга та святого Діонісія                                  |
| Реомюр — Себастополь Réaumur — Sébastopol                | ІІ, ІІІ     | 21 квітня 1908  | (М) · (3)                                               | На честь Рене Антуана Реомюра та оборони Севастополя                     |
| Етьєн Марсель Étienne Marcel                             | І, ІІ       | 21 квітня 1908  |                                                         | На честь Етьєна Марселя                                                  |
| Ле-Аль Les Halles                                        | І           | 27 квітня 1908  | (RER) · (A) · (B) · (D)                                 | У кварталі Ле-Аль                                                        |
| Шатле Châtelet                                           | І, IV       | 21 квітня 1908  | (М) · (1) · (7) · (11) · (14) · (RER) · (A) · (B) · (D) | Поблизу площі Шатле                                                      |
| Сіте Cité                                                | IV          | 10 грудня 1910  |                                                         | На острові Сіте                                                          |
| Сен-Мішель Saint-Michel                                  | V, VI       | 9 липня 1910    | (RER) · (B) · (C)                                       | Біля мосту Сен-Мішель                                                    |
| Одеон Odéon                                              | VI          | 9 січня 1910    | (М) · (10)                                              | Поблизу театру Одеон                                                     |
| Сен-Жермен-де-Пре Saint-Germain-des-Prés                 | VI          | 9 січня 1910    |                                                         | Поблизу абатства Сен-Жермен-де-Пре                                       |
| Сен-Сюльпіс Saint-Sulpice                                | VI          | 9 січня 1910    | Поблизу церкви Сен-Сюльпіс                              |                                                                          |
| Сен-Пласід Saint-Placide                                 | VI          | 9 січня 1910    |                                                         |                                                                          |
| Монпарнас — Б'єнвеню Montparnasse — Bienvenüe            | VI, XIV, XV | 6 квітня 1910   | TER Centre TER Basse-Normandie                          | На честь вокзалу Монпарнас та творця паризького метро Фюльжанса Б'єнвеню |
| Вавен Vavin                                              | VI, XIV     | 9 січня 1910    |                                                         | На честь Алексіс Вавена                                                  |
| Распай Raspail                                           | XIV         | 30 жовтня 1909  | (М) · (6)                                               | На честь Франсуа-Венсана Распая                                          |
| Данфер-Рошро Колонель Роль-Тангі Denfert-Rochereau       | XIV         | 30 жовтня 1909  | (М) · (6) · (RER) · (B)                                 | На честь П'єра Данфер-Рошро                                              |
| Мутон-Дюверне Mouton-Duvernet                            | XIV         | 30 жовтня 1909  |                                                         | На честь Режіса Бартелемі Мутона-Дюверне                                 |
| Алезья Alésia                                            | XIV         | 30 жовтня 1909  |                                                         | На честь битви при Алезії                                                |
| Порт-д'Орлеан Женераль Леклер Porte d'Orléans            | XIV         | 30 жовтня 1909  | (T) · [3а]                                              |                                                                          |
| Мері-де-Монруж Mairie de Montrouge                       | Монруж      | 23 березня 2013 |                                                         |                                                                          |

## Лінія 5

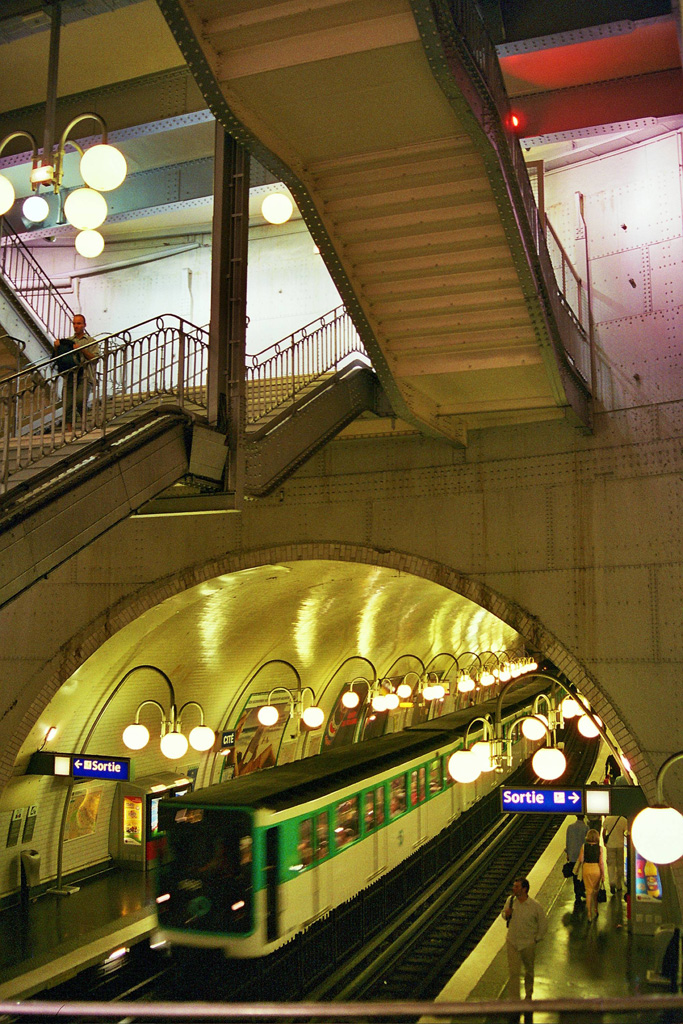

Лінія 5 Паризького метро складається з 22 станцій, у тому числі з 10 пересадочних.
| Назва Мовою оригіналу                                                           | Комуна           | Дата відкриття    | Пересадки                          | Примітки                                                 |
| ------------------------------------------------------------------------------- | ---------------- | ----------------- | ---------------------------------- | -------------------------------------------------------- |
| Бобіньї — Пабло Пікассо Префектюр — Отель-де-Департеман Bobigny — Pablo Picasso | Бобіньї          | 25 квітня 1985    | (T) · [1]                          | На честь Пабло Пікассо                                   |
| Бобіньї — Пантен — Ремон Кено Bobigny — Pantin — Raymond Queneau                | Бобіньї , Пантен | 25 квітня 1985    |                                    | На честь Ремона Кено                                     |
| Егліз-де-Пантен Église de Pantin                                                | Пантен           | 12 жовтня 1942    |                                    |                                                          |
| Ош Hoche                                                                        | Пантен           | 12 жовтня 1942    |                                    | На честь Лазара Оша                                      |
| Порт-де-Пантен Парк-де-ла-Віллетт Porte de Pantin                               | XIX              | 12 жовтня 1942    | (T) · [3b]                         | На місці колишніх воріт Пантен, поблизу парку Ла-Віллетт |
| Урк Ourcq                                                                       | XIX              | 12 жовтня 1942    |                                    | Від назви річки Урк                                      |
| Лом'єр Laumière                                                                 | XIX              | 12 жовтня 1942    |                                    | На честь генерала де Лом'єра                             |
| Жорес Jaurès                                                                    | Х, XIX           | 12 жовтня 1942    | (М) · (2) · (7bis)                 | На честь Жана Жореса                                     |
| Сталінград Stalingrad                                                           | Х, XIX           | 12 жовтня 1942    | (М) · (2) · (7)                    | На честь битви під Сталінградом                          |
| Гар-дю-Нор Gare du Nord                                                         | Х                | 12 жовтня 1942    | TER Picardie                       | Вихід до Північного вокзалу                              |
| Гар-де-л'Ест Верден Gare de l'Est                                               | Х                | 15 листопада 1907 | TER Picardie TER Champagne-Ardenne | Вихід до Східного вокзалу                                |
| Жак Бонсержан Jacques Bonsergent                                                | Х                | 17 грудня 1906    | Х                                  | На честь Жака Бонсержана                                 |
| Репюблік République                                                             | III, Х, XI       | 15 листопада 1907 | (М) · (3) · (8) · (9) · (11)       | На площі Республіки                                      |
| Оберкампф Oberkampf                                                             | XI               | 15 листопада 1907 | (М) · (9)                          | На честь Крістофа-Філіппа Оберкампфа                     |
| Рішар-Ленуар Richard-Lenoir                                                     | XI               | 17 грудня 1906    |                                    |                                                          |
| Бреге — Сабен Bréguet — Sabin                                                   | XI               | 31 грудня 1906    |                                    | На честь Авраама Луї Бреге й Англема де Сен-Сабена       |
| Бастій Bastille                                                                 | IV, XI, XII      | 17 грудня 1906    | (М) · (1) · (8)                    | На площі Бастилії                                        |
| Ке-де-ля-Рапе Quai de la Rapée                                                  | XII              | 13 липня 1906     |                                    |                                                          |
| Гар-д'Остерліц Gare d'Austerlitz                                                | V , XIII         | 2 червня 1906     | TER Centre                         | Вихід до вокзалу Аустерліц                               |
| Сен-Марсель Saint-Marcel                                                        | XIII             | 2 червня 1906     |                                    |                                                          |
| Кампо-Форміо Campo-Formio                                                       | XIII             | 2 червня 1906     |                                    | На честь Кампо-Формійського миру                         |
| Плас д'Італі Place d'Italie                                                     | XIII             | 2 червня 1906     | (М) · (6) · (7)                    | На площі Італії                                          |

## Лінія 6
| Назва Мовою оригіналу                              | Комуна          | Дата відкриття   | Пересадки                           | Примітки                                                                 |
| -------------------------------------------------- | --------------- | ---------------- | ----------------------------------- | ------------------------------------------------------------------------ |
| Шарль де Голль — Етуаль Charles de Gaulle — Étoile | VIII, XVI, XVII | 2 жовтня 1900    | (М) · (1) · (2) · (RER) · (A)       |                                                                          |
| Клебер Kléber                                      | XVI             | 2 жовтня 1900    |                                     | На честь Жана-Батіста Клебера                                            |
| Буассьєр Boissière                                 | XVI             | 2 жовтня 1900    |                                     |                                                                          |
| Трокадеро Trocadéro                                | XVI             | 2 жовтня 1900    | (М) · (9)                           | На честь штурму Трокадеро                                                |
| Пассі Passy                                        | XVI             | 6 листопада 1903 |                                     |                                                                          |
| Бір-Акейм Тур-Ейфель Bir-Hakeim                    | XV              | 24 квітня 1906   | (RER) · (C)                         | На честь битви за Бір-Хакейм, поблизу Ейфелевої вежі                     |
| Дюплекс Dupleix                                    | XV              | 24 квітня 1906   |                                     | На честь Жозефа-Франсуа Дюплекса                                         |
| Ла Мотт-Піке — Гренель La Motte-Picquet — Grenelle | XV              | 24 квітня 1906   | (М) · (8) · (10)                    |                                                                          |
| Камбронн Cambronne                                 | XV              | 24 квітня 1906   |                                     | На честь П'єра Камброна                                                  |
| Севр — Лекурб Sèvres — Lecourbe                    | XV              | 24 квітня 1906   |                                     | На честь міста Севра та Клода Жака Лекурба                               |
| Пастер Pasteur                                     | XV              | 24 квітня 1906   | (М) · (12)                          | На честь Луї Пастера                                                     |
| Монпарнас — Б'єнвеню Montparnasse — Bienvenüe      | VI, XIV, XV     | 24 квітня 1906   | TER Centre TER Basse-Normandie      | На честь вокзалу Монпарнас та творця паризького метро Фюльжанса Б'єнвеню |
| Едгар Кіне Edgar Quinet                            | XIV             | 24 квітня 1906   |                                     | На честь Едгара Кіне                                                     |
| Распай Raspail                                     | XIV             | 24 квітня 1906   | (М) · (4)                           | На честь Франсуа-Венсана Распая                                          |
| Данфер-Рошро Колонель Роль-Тангі Denfert-Rochereau | XIV             | 24 квітня 1906   | (М) · (4) · (RER) · (B)             | На честь П'єра Данфер-Рошро                                              |
| Сен-Жак Saint-Jacques                              | XIV             | 24 квітня 1906   |                                     |                                                                          |
| Гласьєр Glacière                                   | XIII            | 24 квітня 1906   |                                     |                                                                          |
| Корвізар Corvisart                                 | XIII            | 24 квітня 1906   |                                     | На честь Жана-Ніколя Корвізара                                           |
| Плас д'Італі Place d'Italie                        | XIII            | 24 квітня 1906   | (М) · (5) · (7)                     | На площі Італії                                                          |
| Насьйональ Nationale                               | XIII            | 1 березня 1909   |                                     |                                                                          |
| Шевальре Chevaleret                                | XIII            | 1 березня 1909   |                                     |                                                                          |
| Ке-де-ля-Гар Quai de la Gare                       | XIII            | 1 березня 1909   |                                     |                                                                          |
| Берсі Bercy                                        | XII             | 1 березня 1909   | TER Bourgogne                       | Вихід до вокзалу Берсі                                                   |
| Дюгомм'є Dugommier                                 | XII             | 1 березня 1909   |                                     | На честь Жака Франсуа Дюгомм'є                                           |
| Доменіль Фелікс Ебуе Daumesnil                     | XII             | 1 березня 1909   | (М) · (8)                           | На честь П'єра Доменіля                                                  |
| Бель-Ер Bel-Air                                    | XII             | 1 березня 1909   |                                     |                                                                          |
| Пікпюс Куртелін Picpus                             | XII             | 1 березня 1909   |                                     |                                                                          |
| Насьйон Nation                                     | XI, XII         | 1 березня 1909   | (М) · (1) · (2) · (9) · (RER) · (A) |                                                                          |

## Лінія 7
| Назва Мовою оригіналу                                                               | Комуна            | Дата відкриття    | Пересадки                                               | Примітки                                                                                         |
| ----------------------------------------------------------------------------------- | ----------------- | ----------------- | ------------------------------------------------------- | ------------------------------------------------------------------------------------------------ |
| Ла-Курнев — 8 Ме 1945 La Courneuve — 8 Mai 1945                                     | Ла-Курнев         | 6 травня 1987     | (T) · [1]                                               | На честь завершення Другої світової війни 8 травня 1945                                          |
| Фор-д'Обервільє Fort d'Aubervilliers                                                | Обервільє         | 4 жовтня 1979     |                                                         |                                                                                                  |
| Обервільє — Пантен — Катр-Шемен Aubervilliers — Pantin — Quatre Chemins             | Обервільє, Пантен | 4 жовтня 1979     |                                                         |                                                                                                  |
| Порт-де-ла-Віллетт Сіте-де-С'янс-е-де-л'Індустрі Porte de la Villette               | XIX               | 5 листопада 1910  | (T) · [3b]                                              | На місці колишніх воріт ла Віллетт, поблизу Містечка науки й індустрії                           |
| Корантен Кар'ю Corentin Cariou                                                      | XIX               | 5 листопада 1910  |                                                         | На честь Корантена Кар'ю                                                                         |
| Криме Crimée                                                                        | XIX               | 5 листопада 1910  |                                                         | На честь Кримської війни                                                                         |
| Ріке Riquet                                                                         | XIX               | 5 листопада 1910  |                                                         | На честь П'єра-Поля Ріке                                                                         |
| Сталінград Stalingrad                                                               | X, XIX            | 5 листопада 1910  | (М) · (2) · (5)                                         | На честь битви під Сталінградом                                                                  |
| Луї Блан Louis Blanc                                                                | X                 | 23 листопада 1910 | (М) · (7bis)                                            | На честь Луї Блана                                                                               |
| Шато-Ландон Château-Landon                                                          | X                 | 5 листопада 1910  | TER Picardie TER Champagne-Ardenne                      | Вихід до Східного вокзалу                                                                        |
| Гар-де-л'Ест Верден Gare de l'Est                                                   | X                 | 5 листопада 1910  | TER Picardie TER Champagne-Ardenne                      | Вихід до Східного вокзалу                                                                        |
| Пуассоньєр Poissonnière                                                             | IX, X             | 5 листопада 1910  |                                                         |                                                                                                  |
| Каде Cadet                                                                          | IX                | 5 листопада 1910  |                                                         |                                                                                                  |
| Ле Пелетьє Le Peletier                                                              | IX                | 6 червня 1911     |                                                         | На честь Луї Ле Пелетьє                                                                          |
| Шоссе д'Антен — Ла-Фаєт Chaussée d'Antin — La Fayette                               | IX                | 5 листопада 1910  | (М) · (9)                                               | На честь Жильбера де Лафаєта                                                                     |
| Опера Opéra                                                                         | II, IX            | 5 листопада 1910  | (М) · (3) · (8) · (RER) · (A)                           | Поблизу Опери Гарньє                                                                             |
| Пірамід Pyramides                                                                   | I                 | 1 липня 1916      | (М) · (14)                                              | На честь Битви біля пірамід                                                                      |
| Пале-Руаяль — Мюзе дю Лувр Palais-Royal — Musée du Louvre                           | I                 | 1 липня 1916      | (М) · (1)                                               | Біля Пале-Рояль та Лувра; після побудови підземного входу зі станції до Лувру була перейменована |
| Пон-Неф Ла-Монне Pont-Neuf                                                          | I                 | 16 квітня 1926    |                                                         | Поблизу мосту Пон-Неф                                                                            |
| Шатле Châtelet                                                                      | I, IV             | 16 квітня 1926    | (М) · (1) · (4) · (11) · (14) · (RER) · (A) · (B) · (D) | Поблизу площі Шатле                                                                              |
| Пон-Марі Сіте дез Ар Pont Marie                                                     | IV                | 16 квітня 1926    |                                                         | На честь мосту Марі                                                                              |
| Сюллі — Морлан Sully — Morland                                                      | IV                | 3 червня 1930     |                                                         | На честь Максимільяна де Бетюна Сюллі та Франсуа-Луї де Морлана                                  |
| Жуссьє Jussieu                                                                      | V                 | 26 квітня 1931    | (М) · (10)                                              | На честь Антуана Лорана де Жуссьє                                                                |
| Плас Монж Жарден-де-Плант — Арен-де-Лютес Place Monge                               | V                 | 26 квітня 1931    |                                                         | На честь Гаспара Монжа                                                                           |
| Сансьє — Добантон Censier — Daubenton                                               | V                 | 26 квітня 1931    |                                                         | На честь Луї Жан-Марі Добантона                                                                  |
| Ле-Гобелен Les Gobelins                                                             | V, XIII           | 26 квітня 1931    |                                                         | На честь Мануфактури Гобеленів                                                                   |
| Плас д'Італі Place d'Italie                                                         | XIII              | 26 квітня 1931    | (М) · (5) · (6)                                         | На площі Італії                                                                                  |
| Толбіак Tolbiac                                                                     | XIII              | 26 квітня 1931    |                                                         | На честь битви при Толбіаку                                                                      |
| Мезон Бланш Maison Blanche                                                          | XIII              | 26 квітня 1931    |                                                         |                                                                                                  |
| Південна ділянка                                                                    |                   |                   |                                                         |                                                                                                  |
| Ле-Кремлен-Бісетр Le Kremlin-Bicêtre                                                | Ле-Кремлен-Бісетр | 10 грудня 1982    |                                                         |                                                                                                  |
| Вільжуїф — Лео Лагранж Villejuif — Léo Lagrange                                     | Вільжуїф          | 28 лютого 1985    |                                                         | На честь Лео Лагранжа                                                                            |
| Вільжуїф — Поль Ваян-Кутюр'є Опіталь Поль Брусс Villejuif — Paul Vaillant-Couturier | Вільжуїф          | 28 лютого 1985    |                                                         | На честь Поля Ваяна-Кутюр'є                                                                      |
| Вільжуїф — Луї Арагон Villejuif — Louis Aragon                                      | Вільжуїф          | 28 лютого 1985    |                                                         | На честь Луї Арагона                                                                             |
| Південно-східна ділянка                                                             |                   |                   |                                                         |                                                                                                  |
| Порт д'Італі Porte d'Italie                                                         | XIII              | 26 квітня 1931    | (T) · [3а]                                              |                                                                                                  |
| Порт-де-Шуазі Porte de Choisy                                                       | XIII              | 26 квітня 1931    | (T) · [3а]                                              |                                                                                                  |
| Порт-д'Іврі Porte d'Ivry                                                            | XIII              | 26 квітня 1931    | (T) · [3а]                                              |                                                                                                  |
| П'єр е Марі Кюрі Pierre et Marie Curie                                              | Іврі-сюр-Сен      | 1 травня 1946     |                                                         | На честь П'єра та Марії Кюрі                                                                     |
| Мері-д'Іврі Mairie d'Ivry                                                           | Іврі-сюр-Сен      | 1 травня 1946     |                                                         |                                                                                                  |

## Лінія 7bis
| Назва Мовою оригіналу           | Комуна | Дата відкриття   | Пересадки       | Примітки                                                                                       |
| ------------------------------- | ------ | ---------------- | --------------- | ---------------------------------------------------------------------------------------------- |
| Луї Блан Louis Blanc            | X      | 5 листопада 1910 | (М) · (7)       | На честь Луї Блана                                                                             |
| Жорес Jaurès                    | X, XIX | 18 січня 1911    | (М) · (2) · (5) | Перейменована в 1914 році на честь Жана Жореса; до цього називалася «Алемань», тобто Німеччина |
| Болівар Bolivar                 | XIX    | 18 липня 1911    |                 | На честь Сімона Болівара                                                                       |
| Бютт-Шомон Buttes Chaumont      | XIX    | 13 лютого 1912   |                 | Поблизу парку Бютт-Шомон                                                                       |
| Боцаріс Botzaris                | XIX    | 18 січня 1911    |                 | На честь Маркоса Боцаріса                                                                      |
| Плас де Фет Place des Fêtes     | XIX    | 18 січня 1911    | (М) · (11)      | Лише в бік «Пре-Сен-Жерве»                                                                     |
| Пре-Сен-Жерве Pré-Saint-Gervais | XIX    | 18 січня 1911    | (T) · [3b]      | Технічна кінцева                                                                               |
| Данюб Danube                    | XIX    | 18 січня 1911    |                 | Лише в бік «Луї Блан»                                                                          |

## Лінія 8
| Назва Мовою оригіналу                                               | Комуна          | Дата відкриття  | Пересадки                           | Примітки                                           |
| ------------------------------------------------------------------- | --------------- | --------------- | ----------------------------------- | -------------------------------------------------- |
| Балар Balard                                                        | XV              | 27 липня 1937   | (T) · [3а]                          | На честь Антуана-Жерома Балара                     |
| Лурмель Lourmel                                                     | XV              | 27 липня 1937   |                                     | На честь Фредеріка Анрі Ле Нормана де Лурмеля      |
| Бусіко Boucicaut                                                    | XV              | 27 липня 1937   |                                     | На честь родини меценатів Бусіко                   |
| Фелікс Фор Félix Faure                                              | XV              | 27 липня 1937   |                                     | На честь Фелікса Фора                              |
| Коммерс Commerce                                                    | XV              | 27 липня 1937   |                                     |                                                    |
| Ла Мотт-Піке — Гренель La Motte-Picquet — Grenelle                  | XV              | 13 липня 1913   | (М) · (6) · (10)                    |                                                    |
| Еколь Мілітер École Militaire                                       | VII             | 13 липня 1913   |                                     | Поблизу Військової школи                           |
| Ла-Тур-Мобур La Tour-Maubourg                                       | VII             | 13 липня 1913   |                                     | Названа на честь Марі-Віктора Латур-Мобура де Фе   |
| Енвалід Invalides                                                   | VII             | 24 грудня 1913  | (М) · (13) · (RER) · (C)            | Поблизу Дому Інвалідів                             |
| Конкорд Concorde                                                    | I, VIII         | 12 березня 1914 | (М) · (1) · (12)                    | Біля Площі Згоди                                   |
| Мадлен Madeleine                                                    | VIII            | 13 липня 1913   | (М) · (12) · (14)                   | Поблизу церкви Мадлен                              |
| Опера Opéra                                                         | II, IX          | 13 липня 1913   | (М) · (3) · (7) · (RER) · (A) · (E) | Поблизу Опери Гарньє                               |
| Рішельє — Друо Richelieu — Drouot                                   | II, IX          | 30 червня 1928  | (М) · (9)                           | На честь кардинала Рішельє та Антуана Друо         |
| Гран-Бульвар Grands Boulevards                                      | II, IX          | 5 травня 1931   | (М) · (9)                           | На Великих бульварах                               |
| Бон-Нувель Bonne-Nouvelle                                           | II, IX, X       | 5 травня 1931   | (М) · (9)                           |                                                    |
| Страсбур — Сен-Дені Strasbourg — Saint-Denis                        | II, III, X      | 5 травня 1931   | (М) · (4) · (9)                     | На честь Страсбурга та святого Діонісія            |
| Репюблік République                                                 | III, X, XI      | 5 травня 1931   | (М) · (3) · (5) · (9) · (11)        | На площі Республіки                                |
| Фій-дю-Кальвер Filles du Calvaire                                   | III, XI         | 5 травня 1931   |                                     |                                                    |
| Сен-Себастьян — Фруассар Saint-Sébastien — Froissart                | III, XI         | 5 травня 1931   |                                     | На честь святого Севастіана та Жана Фруассара      |
| Шемен-Вер Chemin Vert                                               | III, XI         | 5 травня 1931   |                                     |                                                    |
| Бастій Bastille                                                     | IV, XI, XII     | 5 травня 1931   | (М) · (1) · (5)                     | На площі Бастилії                                  |
| Ледрю-Роллен Ledru-Rollin                                           | XI, XII         | 5 травня 1931   |                                     | На честь Александра Ледрю-Роллена                  |
| Федерб — Шаліньї Faidherbe — Chaligny                               | XI, XII         | 5 травня 1931   |                                     | На честь Луї Леона Сезара Федерба й родини Шаліньї |
| Рейї — Дідро Reuilly — Diderot                                      | XII             | 5 травня 1931   | (М) · (1)                           | названа на честь Дені Дідро                        |
| Монгалле Montgallet                                                 | XII             | 5 травня 1931   |                                     |                                                    |
| Доменіль Фелікс Ебуе Daumesnil                                      | XII             | 5 травня 1931   | (М) · (6)                           | На честь П'єра Доменіля                            |
| Мішель Бізо Michel Bizot                                            | XII             | 5 травня 1931   |                                     | На честь Мішеля Бізо                               |
| Порт-Доре Porte Dorée                                               | XII             | 5 травня 1931   | (T) · [3а]                          |                                                    |
| Порт-де-Шарантон Porte de Charenton                                 | XII             | 5 травня 1931   | (T) · [3а]                          |                                                    |
| Ліберте Liberté                                                     | Шарантон-ле-Пон | 5 жовтня 1942   |                                     |                                                    |
| Шарантон — Еколь Плас Арістід Бріан Charenton — Écoles              | Шарантон-ле-Пон | 5 жовтня 1942   |                                     |                                                    |
| Еколь Ветерінер де Мезон-Альфор École vétérinaire de Maisons-Alfort | Мезонз-Альфор   | 19 вересня 1970 |                                     |                                                    |
| Мезонз-Альфор — Стад Maisons-Alfort — Stade                         | Мезонз-Альфор   | 19 вересня 1970 |                                     |                                                    |
| Мезонз-Альфор — Ле Жуйотт Maisons-Alfort — Les Juilliottes          | Мезонз-Альфор   | 27 квітня 1972  |                                     |                                                    |
| Кретей — Л'Еша Опіталь Анрі Мондор Créteil — L'Échat                | Кретей          | 24 вересня 1973 |                                     |                                                    |
| Кретей — Універсіте Créteil — Université                            | Кретей          | 10 вересня 1974 |                                     | Поблизу Університету Париж XII Валь-де-Марн        |
| Кретей — Префектюр Отель-де-Віль Créteil — Préfecture               | Кретей          | 10 вересня 1974 |                                     |                                                    |
| Кретей Пуент-дю-Лак Pointe du Lac                                   | Кретей          | 8 жовтня 2011   |                                     |                                                    |

## Лінія 9
| Назва Мовою оригіналу                                 | Комуна         | Дата відкриття   | Пересадки                                 | Примітки                                                                          |
| ----------------------------------------------------- | -------------- | ---------------- | ----------------------------------------- | --------------------------------------------------------------------------------- |
| Пон-де-Севр Pont de Sèvres                            | Булонь-Біянкур | 3 лютого 1934    | (T) · [2]                                 | На честь мосту Севр                                                               |
| Біянкур Billancourt                                   | Булонь-Біянкур | 3 лютого 1934    |                                           |                                                                                   |
| Марсель Самба Marcel Sembat                           | Булонь-Біянкур | 3 лютого 1934    |                                           | На честь Марселя Самба                                                            |
| Пор-де-Сен-Клу Парк-де-Пренс Porte de Saint-Cloud     | XVI            | 23 вересня 1923  |                                           | Поблизу стадіону «Парк-де-Пренс»                                                  |
| Екзельман Exelmans                                    | XVI            | 8 листопада 1922 |                                           | На честь Ізідора Екзельмана                                                       |
| Мішель-Анж — Молітор Michel-Ange — Molitor            | XVI            | 8 листопада 1922 | (М) · (10)                                | На честь Мікеланджело та Габрієля Молітора                                        |
| Мішель-Анж — Отей Michel-Ange — Auteuil               | XVI            | 8 листопада 1922 | (М) · (10)                                | На честь Мікеланджело й кварталу Отей                                             |
| Жасмен Jasmin                                         | XVI            | 8 листопада 1922 |                                           | На честь Жака Жасмена                                                             |
| Ранлаг Ranelagh                                       | XVI            | 8 листопада 1922 |                                           | На честь лорда Ренле                                                              |
| Ла-Мюетт La Muette                                    | XVI            | 8 листопада 1922 | (RER) · (C)                               |                                                                                   |
| Рю де ла Помп Авеню Жорж Мандель Rue de la Pompe      | XVI            | 8 листопада 1922 | (RER) · (C)                               |                                                                                   |
| Трокадеро Trocadéro                                   | XVI            | 8 листопада 1922 | (М) · (6)                                 | На честь штурму Трокадеро                                                         |
| Єна Iéna                                              | XVI            | 27 травня 1923   |                                           | На честь битви під Єною та Ауерштедтом                                            |
| Альма — Марсо Alma — Marceau                          | VIII           | 27 травня 1923   | (RER) · (C)                               | На честь битви на Альмі та Франсуа-Северена Марсо                                 |
| Франклін Д. Рузвельт Franklin D. Roosevelt            | VIII           | 27 травня 1923   | (М) · (1)                                 | На перетині Єлисейських Полів та авеню Франкліна Д. Рузвельта                     |
| Сен-Філіпп-дю-Руль Saint-Philippe du Roule            | VIII           | 27 травня 1923   |                                           |                                                                                   |
| Міроменіль Miromesnil                                 | VIII           | 27 травня 1923   | (М) · (13)                                | На честь Армана Томи Юе де Міроменіля                                             |
| Сент-Огюстен Saint-Augustin                           | VIII           | 27 травня 1923   | TER Haute-Normandie                       | Вихід до вокзалу Сен-Лазар                                                        |
| Гавр — Комартен Havre — Caumartin                     | IX             | 3 червня 1923    | (М) · (3) · (7) · (8) · (RER) · (A) · (E) | На честь міста Гавр та президента гільдії купців Антуана-Луї Лефевра де Комартена |
| Шоссе д'Антен — Ла-Фаєт Chaussée d'Antin — La Fayette | IX             | 3 червня 1923    | (М) · (7)                                 | На честь Жильбера де Лафаєта                                                      |
| Рішельє — Друо Richelieu — Drouot                     | II, IX         | 30 червня 1928   | (М) · (8)                                 | На честь кардинала Рішельє та Антуана Друо                                        |
| Гран-Бульвар Grands Boulevards                        | II, IX         | 10 грудня 1933   | (М) · (8)                                 | На Великих бульварах                                                              |
| Бон-Нувель Bonne-Nouvelle                             | II, IX, X      | 10 грудня 1933   | (М) · (8)                                 |                                                                                   |
| Страсбур — Сен-Дені Strasbourg — Saint-Denis          | II, III, X     | 10 грудня 1933   | (М) · (4) · (8)                           | На честь Страсбурга та святого Діонісія                                           |
| Репюблік République                                   | III, X, XI     | 10 грудня 1933   | (М) · (3) · (5) · (8) · (11)              | На площі Республіки                                                               |
| Оберкампф Oberkampf                                   | XI             | 10 грудня 1933   | (М) · (5)                                 | На честь Крістофа-Філіппа Оберкампфа                                              |
| Сент-Амбруаз Saint-Ambroise                           | XI             | 10 грудня 1933   |                                           |                                                                                   |
| Вольтер Леон Блюм Voltaire                            | XI             | 10 грудня 1933   |                                           | На честь Вольтера                                                                 |
| Шаронн Charonne                                       | XI             | 10 грудня 1933   |                                           |                                                                                   |
| Рю де Буле Rue des Boulets                            | XI             | 10 грудня 1933   |                                           |                                                                                   |
| Насьйон Nation                                        | XI, XII        | 10 грудня 1933   | (М) · (1) · (2) · (6) · (RER) · (A)       |                                                                                   |
| Бюзенваль Buzenval                                    | XX             | 10 грудня 1933   |                                           | На честь битви при Бюзенвалі                                                      |
| Мареше Maraîchers                                     | XX             | 10 грудня 1933   |                                           |                                                                                   |
| Порт-де-Монтрей Porte de Montreuil                    | XX             | 10 грудня 1933   | (T) · [3b]                                |                                                                                   |
| Робесп'єр Robespierre                                 | Монтрей        | 14 жовтня 1937   |                                           | На честь Максиміліана Робесп'єра                                                  |
| Круа-де-Шаво Плас Жак Дюкло Croix de Chavaux          | Монтрей        | 10 грудня 1933   |                                           |                                                                                   |
| Мері-де-Монтрей Mairie de Montreuil                   | Монтрей        | 10 грудня 1933   |                                           |                                                                                   |

## Лінія 10
| Назва Мовою оригіналу                                              | Комуна         | Дата відкриття  | Пересадки                | Примітки                                                      |
| ------------------------------------------------------------------ | -------------- | --------------- | ------------------------ | ------------------------------------------------------------- |
| Булонь — Пон де Сен-Клу Рен е Данюб Boulogne — Pont de Saint-Cloud | Булонь-Біянкур | 2 жовтня 1981   | (T) · [2]                | Поблизу мосту Сен-Клу                                         |
| Булонь — Жан Жорес Boulogne — Jean Jaurès                          | Булонь-Біянкур | 3 жовтня 1980   | (М) · (10)               | На честь Жана Жореса                                          |
| Східний напрям                                                     |                |                 |                          |                                                               |
| Мішель Анж — Молітор Michel-Ange — Molitor                         | XVI            | 27 липня 1937   | (М) · (9)                | На честь Мікеланджело та Габрієля Молітора                    |
| Шардон-Лагаш Chardon-Lagache                                       | XVI            | 27 липня 1937   |                          |                                                               |
| Мірабо Mirabeau                                                    | XVI            | 27 липня 1937   |                          | На честь Оноре Габрієля Мірабо                                |
| Західний напрям                                                    |                |                 |                          |                                                               |
| Порт-д'Отей Porte d'Auteuil                                        | XVI            | 27 липня 1937   |                          |                                                               |
| Мішель-Анж — Отей Michel-Ange — Auteuil                            | XVI            | 27 липня 1937   | (М) · (9)                | На честь Мікеланджело й кварталу Отей                         |
| Егліз д'Отей Église d'Auteuil                                      | XVI            | 27 липня 1937   |                          |                                                               |
| Загальна ділянка                                                   |                |                 |                          |                                                               |
| Жавель — Андре Сітроен Javel — André Citroën                       | XV             | 27 липня 1937   | (М) · (10) · (RER) · (C) | На честь району Жавель й Андре Сітроена                       |
| Шарль Мішель Charles Michels                                       | XV             | 27 липня 1937   |                          | На честь Шарля Мішеля                                         |
| Авеню Еміль-Золя Avenue Émile-Zola                                 | XV             | 27 липня 1937   |                          | На честь Еміля Золя                                           |
| Ла Мотт-Піке — Гренель La Motte-Picquet — Grenelle                 | XV             | 27 липня 1937   | (М) · (6) · (8)          |                                                               |
| Сегюр ЮНЕСКО Ségur                                                 | VII, XV        | 29 липня 1937   |                          | На честь Філіппа Анрі де Сегюра, поблизу штаб-квартири ЮНЕСКО |
| Дюрок Duroc                                                        | VI, VII, XV    | 30 грудня 1923  | (М) · (13)               | На честь Мішеля Дюрока                                        |
| Вано Vaneau                                                        | VI, VII        | 27 липня 1937   |                          | На честь Луї Вано                                             |
| Севр — Бабілон Sèvres — Babylone                                   | VI, VII        | 27 липня 1937   | (М) · (12)               |                                                               |
| Мабільона Mabillon                                                 | VI             | 10 березня 1925 |                          | На честь Жана Мабільона                                       |
| Одеон Odéon                                                        | VI             | 14 лютого 1926  | (М) · (4)                | Поблизу театру Одеон                                          |
| Клюні — Ла Сорбонн Cluny — La Sorbonne                             | V              | 15 лютого 1930  | (RER) · (B) · (C)        | Поблизу музею Клюні та Сорбонни                               |
| Мобер — Мютюаліте Maubert — Mutualité                              | V              | 15 лютого 1930  |                          |                                                               |
| Кардіналь Лемуан Cardinal Lemoine                                  | V              | 26 квітня 1931  |                          | На честь Жана Лемуана                                         |
| Жуссьє Jussieu                                                     | V              | 26 квітня 1931  | (М) · (7)                | На честь Антуана Лорана де Жуссьє                             |
| Гар д'Остерліц Gare d'Austerlitz                                   | V, XIII        | 12 липня 1939   | TER Centre               | Вихід до вокзалу Аустерліц                                    |

## Лінія 11
| Назва Мовою оригіналу                | Комуна         | Дата відкриття | Пересадки                                              | Примітки                                   |
| ------------------------------------ | -------------- | -------------- | ------------------------------------------------------ | ------------------------------------------ |
| Шатле Châtelet                       | I, IV          | 28 квітня 1935 | (М) · (1) · (4) · (7) · (14) · (RER) · (A) · (B) · (D) | Поблизу площі Шатле                        |
| Отель-де-Віль Hôtel de Ville         | IV             | 28 квітня 1935 | (М) · (1)                                              | Біля Отель-де-Віль                         |
| Рамбюто Сантр Жорж-Помпіду Rambuteau | III, IV        | 28 квітня 1935 |                                                        | На честь Клода-Філібера Бартело де Рамбюто |
| Арз-е-Метьє Arts et Métiers          | III            | 28 квітня 1935 | (М) · (3)                                              | На честь Музею мистецтв та ремесел         |
| Репюблік République                  | III, X, XI     | 28 квітня 1935 | (М) · (3) · (5) · (8) · (9)                            | На площі Республіки                        |
| Гонкур Опіталь Сен-Луї Goncourt      | X, XI          | 28 квітня 1935 |                                                        | На честь братів Гонкур                     |
| Бельвіль Belleville                  | X, XI, XIX, XX | 28 квітня 1935 | (М) · (2)                                              |                                            |
| Пірене Pyrénées                      | XIX, XX        | 28 квітня 1935 |                                                        |                                            |
| Журден Jourdain                      | XIX, XX        | 28 квітня 1935 |                                                        | На честь річки Йордан                      |
| Плас де Фет Place des Fêtes          | XIX            | 28 квітня 1935 | (М) · (7bis)                                           |                                            |
| Телеграф Télégraphe                  | XIX, XX        | 28 квітня 1935 |                                                        |                                            |
| Порт-де-Ліла Porte des Lilas         | XIX, XX        | 28 квітня 1935 | (М) · (3bis) · (T) · [3b]                              |                                            |
| Мері-де-Ліла Mairie des Lilas        | Ле-Ліла        | 17 лютого 1937 |                                                        |                                            |

## Лінія 12
| Назва Мовою оригіналу                                            | Комуна              | Дата відкриття   | Пересадки                      | Примітки                                                                 |
| ---------------------------------------------------------------- | ------------------- | ---------------- | ------------------------------ | ------------------------------------------------------------------------ |
| Обервільє — Сен-Дені Фрон-Попюлер Front Populaire                | Обервільє, Сен-Дені | 18 грудня 2012   |                                | На честь Народного фронту                                                |
| Порт-де-ла-Шапель Сен-Дені Porte de la Chapelle                  | XVIII               | 23 серпня 1916   | (T) · [3b]                     |                                                                          |
| Маркс Дормуа Marx Dormoy                                         | XVIII               | 23 серпня 1916   |                                | На честь Маркса Дормуа                                                   |
| Маркаде — Пуасоньє Marcadet — Poissonniers                       | XVIII               | 23 серпня 1916   | (М) · (4)                      |                                                                          |
| Жуль Жофрен Jules Joffrin                                        | XVIII               | 31 жовтня 1912   |                                |                                                                          |
| Ламарк — Коленкур Lamarck — Caulaincourt                         | XVIII               | 31 жовтня 1912   |                                | На честь Жана Батиста Ламарка й Армана де Коленкура                      |
| Аббесс Бютт Монмартр Abbesses                                    | XVIII               | 31 жовтня 1912   |                                |                                                                          |
| Пігаль Pigalle                                                   | IX, XVIII           | 8 квітня 1911    | (М) · (2)                      | На честь Жана-Батиста Пігаля                                             |
| Сен-Жорж Saint-Georges                                           | IX                  | 8 квітня 1911    |                                |                                                                          |
| Нотр-Дам-де-Лорет Notre-Dame-de-Lorette                          | IX                  | 5 листопада 1910 |                                | На честь однойменної церкви                                              |
| Трініте — д'Естьєн д'Орв Trinité — d'Estienne d'Orves            | IX                  | 5 листопада 1910 |                                | На честь Троїцької церкви та Оноре д'Естьєн д'Орва                       |
| Сен-Лазар Saint-Lazare                                           | VIII, IX            | 5 листопада 1910 | TER Haute-Normandie            | Вихід до вокзалу Сен-Лазар                                               |
| Мадлен Madeleine                                                 | VIII                | 5 листопада 1910 | (М) · (8) · (14)               | Поблизу церкви Мадлен                                                    |
| Конкорд Concorde                                                 | I, VIII             | 5 листопада 1910 | (М) · (1) · (8)                | Біля Площі Згоди                                                         |
| Асамбле насьйональ Assemblée nationale                           | VII                 | 5 листопада 1910 |                                | Поблизу Національної асамблеї Франції                                    |
| Сольферіно Мюзе д'Орсе Solférino                                 | VII                 | 5 листопада 1910 | (RER) · (C)                    | На честь битви під Сольферіно, поблизу музею д'Орсе                      |
| Рю дю Бак Rue du Bac                                             | VII                 | 5 листопада 1910 |                                |                                                                          |
| Севр — Бабілон Sèvres — Babylone                                 | VI, VII             | 5 листопада 1910 | (М) · (10)                     |                                                                          |
| Ренн Rennes                                                      | VI                  | 5 листопада 1910 |                                | На честь міста Ренна                                                     |
| Нотр-Дам-де-Шам Notre-Dame-des-Champs                            | VI                  | 5 листопада 1910 |                                |                                                                          |
| Монпарнас — Б'єнвеню Montparnasse — Bienvenüe                    | VI, XIV, XV         | 5 листопада 1910 | TER Centre TER Basse-Normandie | На честь вокзалу Монпарнас та творця паризького метро Фюльжанса Б'єнвеню |
| Фальг'єр Falguière                                               | XV                  | 5 листопада 1910 |                                | На честь Александра Фальг'єра                                            |
| Пастер Pasteur                                                   | XV                  | 5 листопада 1910 | (М) · (6)                      | На честь Луї Пастера                                                     |
| Волонтер Volontaires                                             | XV                  | 5 листопада 1910 |                                |                                                                          |
| Вожірар Адольф Шер'ю Vaugirard                                   | XV                  | 5 листопада 1910 |                                |                                                                          |
| Конвансьйон Convention                                           | XV                  | 5 листопада 1910 |                                | На честь Національного конвенту                                          |
| Порт-де-Версай Парк дез Експозісьйон де Парі Porte de Versailles | XV                  | 5 листопада 1910 | (T) · [2] · [3а]               |                                                                          |
| Корантен Сельтон Corentin Celton                                 | Іссі-ле-Муліно      | 24 березня 1934  |                                | На честь Корантена Сельтона                                              |
| Мері-д'Іссі Mairie d'Issy                                        | Іссі-ле-Муліно      | 24 березня 1934  |                                |                                                                          |

## Лінія 13
| Назва Мовою оригіналу                                              | Комуна                   | Дата відкриття           | Пересадки                      | Примітки                                                                 |
| Північно-західний напрям                                           | Північно-західний напрям | Північно-західний напрям | Північно-західний напрям       | Північно-західний напрям                                                 |
| ------------------------------------------------------------------ | ------------------------ | ------------------------ | ------------------------------ | ------------------------------------------------------------------------ |
| Аньєр — Женнвільє Ле-Куртій Les Courtilles                         | Аньєр-сюр-Сен, Женнвільє | 14 липня 2008            |                                |                                                                          |
| Лез-Аньєтт Les Agnettes                                            | Аньєр-сюр-Сен, Женнвільє | 14 липня 2008            |                                |                                                                          |
| Габрієль Пері Gabriel Péri                                         | Аньєр-сюр-Сен, Женнвільє | 3 травня 1980            |                                | На честь Габрієля Пері                                                   |
| Мері-де-Кліші Mairie de Clichy                                     | Кліші                    | 3 травня 1980            |                                |                                                                          |
| Порт-де-Кліші Трибунал-де-Парі Porte de Clichy                     | XVII                     | 20 січня 1912            | (RER) · (C) · (T) · [3b]       |                                                                          |
| Брошан Brochant                                                    | XVII                     | 20 січня 1912            |                                | На честь Андре Брошана де Вілльє                                         |
| Північний напрям                                                   |                          |                          |                                |                                                                          |
| Сен-Дені — Універсіте Saint-Denis — Université                     | Сен-Дені                 | 25 травня 1998           |                                | Поблизу Університету Париж VIII                                          |
| Базилік де Сен-Дені Отель-де-Віль Basilique de Saint-Denis         | Сен-Дені                 | 20 червня 1976           | (T) · [1]                      | Поблизу абатства Сен-Дені                                                |
| Сен-Дені — Порт-де-Парі Стад-де-Франс Saint-Denis — Porte de Paris | Сен-Дені                 | 20 червня 1976           |                                | Поблизу стадіону «Стад-де-Франс»                                         |
| Каррефур Плеєль Carrefour Pleyel                                   | Сен-Дені                 | 30 червня 1952           |                                | На честь Ігнаца Плеєля                                                   |
| Мері-де-Сент-Уан Mairie de Saint-Ouen                              | Сент-Уан                 | 30 червня 1952           |                                |                                                                          |
| Гарібальді Garibaldi                                               | Сент-Уан                 | 30 червня 1952           |                                | На честь Джузеппе Гарібальді                                             |
| Порт-де-Сент-Уан Porte de Saint-Ouen                               | XVII, XVIII              | 26 лютого 1911           | (T) · [3b]                     |                                                                          |
| Гі Моке Guy Môquet                                                 | XVII, XVIII              | 26 лютого 1911           |                                | На честь Гі Моке                                                         |
| Загальна дистанція                                                 |                          |                          |                                |                                                                          |
| Ла-Фурш La Fourche                                                 | XVII, XVIII              | 26 лютого 1911           |                                |                                                                          |
| Плас де Кліші Place de Clichy                                      | VIII, IX, XVII, XVIII    | 26 лютого 1911           | (М) · (2)                      |                                                                          |
| Льєж Liège                                                         | VIII                     | 26 лютого 1911           |                                |                                                                          |
| Сен-Лазар Saint-Lazare                                             | VIII, IX                 | 26 лютого 1911           | TER Haute-Normandie            | Вихід до вокзалу Сен-Лазар                                               |
| Міроменіль Miromesnil                                              | VIII                     | 27 квітня 1973           | (М) · (9)                      | На честь Армана Томи Юе де Міроменіля                                    |
| Шамз-Елізе — Клемансо Гран-Пале Champs-Élysées — Clemenceau        | VIII                     | 18 лютого 1975           | (М) · (1)                      | На площі Жоржа Клемансо                                                  |
| Енвалід Invalides                                                  | VII                      | 9 листопада 1976         | (М) · (8) · (RER) · (C)        | Поблизу Дому Інвалідів                                                   |
| Варенн Varenne                                                     | VII                      | 27 липня 1937            |                                |                                                                          |
| Сен-Франсуа-Ксав'є Saint-François-Xavier                           | VII                      | 27 липня 1937            |                                | На честь святого Франциска Ксав'єра                                      |
| Дюрок Duroc                                                        | VII, VII, XV             | 27 липня 1937            | (М) · (10)                     | На честь Мішеля Дюрока                                                   |
| Монпарнас — Б'єнвеню Montparnasse — Bienvenüe                      | VII, XIV, XV             | 21 січня 1937            | TER Centre TER Basse-Normandie | На честь вокзалу Монпарнас та творця паризького метро Фюльжанса Б'єнвеню |
| Гете Gaîté                                                         | XIV                      | 27 липня 1937            |                                |                                                                          |
| Пернеті Pernety                                                    | XIV                      | 27 липня 1937            |                                | На честь Жозефа-Марі Пернеті                                             |
| Плезанс Plaisance                                                  | XIV                      | 27 липня 1937            |                                |                                                                          |
| Порт-де-Ванв Porte de Vanves                                       | XIV                      | 27 липня 1937            | (T) · [3а]                     |                                                                          |
| Малакофф — Плато де Ванв Malakoff — Plateau de Vanves              | Малакофф, Ванв           | 9 листопада 1976         |                                |                                                                          |
| Малакофф — Рю Етьєн-Доле Malakoff — Rue Étienne-Dolet              | Малакофф                 | 9 листопада 1976         |                                | На честь Етьєна Доле                                                     |
| Шатійон — Монруж Châtillon — Montrouge                             | Шатійон, Монруж          | 9 листопада 1976         | (T) · [6]                      |                                                                          |

## Лінія 14
| Назва Мовою оригіналу                                       | Комуна | Дата відкриття | Пересадки                                              | Примітки                                                         |
| ----------------------------------------------------------- | ------ | -------------- | ------------------------------------------------------ | ---------------------------------------------------------------- |
| Сен-Лазар Saint-Lazare                                      | VIII   | 16 грудня 2003 | TER Haute-Normandie                                    | Вихід до вокзалу Сен-Лазар                                       |
| Мадлен Madeleine                                            | VIII   | 15 жовтня 1998 | (М) · (8) · (12)                                       | Поблизу церкви Мадлен                                            |
| Пірамід Pyramides                                           | I      | 15 жовтня 1998 | (М) · (7)                                              | На честь Битви біля пірамід                                      |
| Шатле Châtelet                                              | I, IV  | 15 жовтня 1998 | (М) · (1) · (4) · (7) · (11) · (RER) · (A) · (B) · (D) | Поблизу площі Шатле                                              |
| Гар-де-Льйон Gare de Lyon                                   | XII    | 15 жовтня 1998 | TER Bourgogne                                          | Вихід до Ліонського вокзалу (потяги на південь та південно-схід) |
| Берсі Bercy                                                 | XII    | 15 жовтня 1998 | TER Bourgogne                                          | Вихід до вокзалу Берсі                                           |
| Кур Сент-Емільон Cour Saint-Émilion                         | XII    | 15 жовтня 1998 |                                                        |                                                                  |
| Бібліотек Франсуа-Міттеран Bibliothèque François-Mitterrand | XIII   | 15 жовтня 1998 | (RER) · (C) · (T) · [3а]                               | Поблизу Національної бібліотеки Франції                          |
| Олемп'яд Olympiades                                         | XIII   | 26 червня 2007 |                                                        |                                                                  |